# Hurtcore
Der Begriff Hurtcore stammt aus dem Englischen und setzt sich aus „hardcore“ und „hurt“ (to hurt = verletzen) zusammen. Er steht für eine Art von extremer Pornografie, die Gewalt, Folter und Mord an Menschen, insbesondere Kindern, umfasst. In der Literatur wird Hurtcore als „Fetisch von Leuten, die davon erregt werden, anderen Menschen Schmerz zuzufügen oder sie sogar zu foltern. Dabei werden die Schmerzen der Person gegen ihren Willen zugefügt“ beschrieben.
Das Genre gilt auch als „Subkultur der Pädophilie“. Die Aufnahmen werden vorwiegend im Dark Web verbreitet.

## Bekannt gewordene Fälle
Zu den bekanntesten Fällen gehört die Erstellung eines Videos, das schweren sexuellen Missbrauch und die Folter eines philippinischen Mädchens im Alter von 18 Monaten zeigt. Der Täter Peter Scully wurde Juni 2018 von einem philippinischen Gericht wegen Menschenhandels und Vergewaltigung zu einer lebenslangen Haftstrafe verurteilt. Weitere Verfahren, unter anderem wegen Mordes, sind (Stand 2018) noch nicht abgeschlossen.
2014 wurde Matthew G. aus Melbourne verhaftet, weil er eines der bekanntesten Dark-Web-Foren geleitet und Opfer dazu erpresst hat, ihm Aufnahmen von sich zu schicken. Er hatte aber auch andere Pädophile weltweit dazu animiert, Videos zu produzieren. 2016 wurde er zu 15 Jahren Haft verurteilt.
Matthew Falder, Dozent der Universität Cambridge, wurde im Februar 2018 wegen Hurtcore-Pornografie, Vergewaltigung und Sextortion zu 32 Jahren Haft verurteilt.